# Madison Keys
Pour les articles homonymes, voir Keys.
Madison Keys, née le 17 février 1995 à Rock Island (Illinois), est une joueuse de tennis américaine.
Professionnelle depuis 2009, elle compte à ce jour dix titres en simple sur le circuit WTA, dont l'Open d'Australie en 2025 et le tournoi Premier 5 de Cincinnati en 2019. Parmi ses cinq finales perdues sur le circuit, elle a notamment été finaliste de l'US Open en 2017. Elle a atteint plusieurs autres fois les demi-finales en Grand Chelem : deux fois à l'Open d'Australie et à l'US Open, une fois à Roland-Garros avant de remporter l'Open d'Australie en 2025.
En octobre 2016, elle atteint son meilleur classement, à la septième place mondiale, qu'elle retrouve en janvier 2025.
En 2018, elle participe à la finale de la Fed Cup avec l'équipe des États-Unis.

## Carrière
Depuis l'âge de neuf ans, elle fait partie de la Chris Evert Academy à Boca Raton en Floride.
Le 6 avril 2009, elle devient l'une des plus jeunes joueuses de tennis à remporter un match sur le circuit WTA, à l'âge de 14 ans et 48 jours en battant la Russe Alla Kudryavtseva (alors 81e joueuse mondiale) à l'Open de Ponte Vedra Beach en Floride. Elle se place ainsi à la 7e place des joueuses les plus précoces à avoir gagné un match, derrière Mary Joe Fernández (1re) et Martina Hingis (4e).

### 2013. Entrée dans le Top 50
Débutant l'année hors du Top 100, elle est éliminée lors des qualifications à Auckland contre la Thaïlandaise Luksika Kumkhum, mais enchaîne cinq victoires consécutives à Sydney pour se sortir des qualifications et sortant au passage la 17e mondiale Lucie Šafářová. Elle s'incline après être passée près de la victoire en quarts de finale contre la Chinoise Li Na, sixième au classement WTA (6-4, 6-7, 2-6). Surfant sur sa forme, elle élimine la locale Casey Dellacqua à l'Open d'Australie (6-4, 7-6 et Tamira Paszek (6-2, 6-1) pour atteindre pour la première fois de sa carrière le troisième tour d'un tournoi du Grand Chelem. Elle est battue par l'Allemande Angelique Kerber, cinquième mondiale (2-6, 5-7). Elle entre alors dans le Top 100, et dispute les mois suivants la tournée américaine. 
Elle sort des qualifications à Memphis et franchit un tour à Indian Wells (sortie par Samantha Stosur) et Miami et parvient en quarts de finale à Charleston, éliminée par Venus Williams. Sur la lancée de la saison sur terre battue, elle sort des qualifications à Madrid et prend sa revanche sur Li Na (6-3, 6-2), sa première victoire sur une Top 10. Elle remporte un match à Roland Garros contre la Japonaise Misaki Doi mais sort au tour suivant, battue par Mónica Puig.
Elle enchaîne durant la tournée sur gazon les bons résultats avec un quart de finale à Birmingham et un troisième tour à Wimbledon, éliminée par la finaliste de la dernière édition Agnieszka Radwańska (5-7, 6-4, 3-6). Elle fait avec cette performance son entrée dans le Top 50. Après deux mois sans réussite (dont une élimination d'entrée à l'US Open contre Jelena Janković), elle élimine la quatorzième mondiale Carla Suárez Navarro à Tokyo et atteint les huitièmes de finale. Battue à nouveau par Agnieszka Radwańska au deuxième tour de Beijing, elle joue sa première demi-finale en WTA à Osaka et est éliminée par l'Australienne Samantha Stosur.

### 2014. Premier titre à Eastbourne
Après une défaite en début d'année au premier tour de Brisbane, elle élimine à Sydney la numéro onze mondiale Simona Halep, ainsi que la locale Ajla Tomljanović. Profitant de l'abandon de l'Américaine Bethanie Mattek-Sands, elle parvient en demi-finale d'un tournoi WTA pour la deuxième fois de sa jeune carrière et est éliminée par l'Allemande Angelique Kerber. Elle s'incline une semaine plus tard contre la Chinoise Zheng Jie à l'Open d'Australie dans un match serré (6-7, 6-1, 5-7). Elle sort ensuite des qualifications à Acapulco mais est battue par une autre Chinoise Zhang Shuai. Elle s'incline les mois suivants au deuxième tour à Indian Wells, Charleston, Rome (battue par la désormais cinquième mondiale Simona Halep), en entrée à Madrid par l'ancienne numéro une Ana Ivanović et au troisième tour à Miami, tombant là aussi contre une Top 10, la Chinoise Li Na. Mi-mai, elle atteint la troisième demi-finale de sa carrière, à Strasbourg, où elle s'incline contre la Portoricaine Mónica Puig.
Après des défaites au premier tour de Roland Garros (contre la spécialiste de la terre battue Sara Errani) et à Birmingham (contre la 108e mondiale Tímea Babos), elle remporte son premier tournoi de sa jeune carrière, et qui plus est le tournoi d'Eastbourne un Premier, contre Angelique Kerber tête de série numéro 5 (6-3, 3-6, 7-5) 9e mondiale, après avoir battue (6-3, 6-3) la tête de série numéro 3, Jelena Janković 7e mondiale au premier tour. Une semaine plus tard, elle remporte ses deux premiers matchs à Wimbledon, prenant sa revanche contre Mónica Puig (6-3, 6-3) et éliminant Klára Koukalová (7-6, 6-7, 6-2), mais abandonne au troisième tour dans le tie-break du deuxième set contre Yaroslava Shvedova (6-7, 6-6 ab.).
Les mois suivants sont compliqués, s'inclinant d'entrée à Washington et Tokyo et ne passant que le premier tour à Montréal, Cincinnati (éliminée par la sixième mondiale Maria Sharapova après avoir remporté le premier set), à l'Us Open (battue par la 145e mondiale qualifiée Aleksandra Krunić), Wuhan et Beijing. Elle parvient à remporter deux victoires consécutives début octobre à Osaka mais abandonne en quarts de finale face à Luksika Kumkhum.

### 2015. Première demi-finale en Grand Chelem
Elle commence son année en battant la numéro onze mondiale Dominika Cibulková (7-5, 6-2) en entrée du tournoi de Brisbane. Elle s'incline au second tour contre sa compatriote Varvara Lepchenko et au même stade à Sydney, battue par la qualifiée Tsvetana Pironkova.
Elle éclate vraiment en janvier, lors de l'Open d'Australie, elle se révèle au public et au monde du tennis en atteignant les demi-finales. Après avoir battu notamment Petra Kvitová 4e mondiale, au troisième tour (6-4, 7-5), puis l'Américaine Venus Williams 18e mondiale, en quarts de finale (6-3, 4-6, 6-4). Elle est ensuite battue par son idole Serena Williams, 1re mondiale et future lauréate (65-7, 2-6).
Elle reprend le circuit mi-mars et s'incline au second tour d'Indian Wells contre l'ancienne numéro une mondiale Jelena Janković (7-5, 4-6, 3-6), puis au premier tour de Miami contre Sloane Stephens (4-6, 2-6). Elle signe une autre finale de tournoi Premier à Charleston sur terre battue, en battant des joueuses à sa portée mais perdant contre Angelique Kerber (2-6, 6-4, 5-7) en 2h16 dans un match avec un dernier set serré. La suite de la tournée sur terre battue sera moins brillante avec une défaite au premier tour de Madrid, au second tour à Rome et un forfait en quarts de finale de Strasbourg. Elle gagne pour la première fois de sa carrière deux matchs à Roland Garros, prenant sa revanche sur Varvara Lepchenko puis éliminant la Suissesse Belinda Bencic (qui prendra sa revanche un mois plus tard au premier tour d'Eastbourne). Elle est éliminée par une spécialiste de la terre battue, Timea Bacsinszky au troisième tour (4-6, 2-6).
Pour le troisième Grand Chelem à Wimbledon, elle s'avance jusqu'en quart de finale sans trop de difficultés en perdant tout de même deux sets, mais sort en trois manches (6-73, 6-3, 3-6) contre Agnieszka Radwańska. Elle sort les semaines suivantes au deuxième tour à Stanford, Cincinnati (prenant sa revanche sur Timea Bacsinszky) et New Haven (battue par la numéro quatre mondiale Petra Kvitová). À l'US Open, elle élimine d'abord deux Tchèques hors du Top 100, Klára Koukalová et Tereza Smitková et élimine la Polonaise Agnieszka Radwańska, alors demi-finaliste à Wimbledon en deux sets (6-3, 6-2). Elle parvient pour la première fois de sa carrière en deuxième semaine à New York et affronte la championne numéro une mondiale Serena Williams contre qui elle s'incline (3-6, 3-6). Elle termine l'année par une tournée asiatique mitigée, et une défaite au second tour de Wuhan, un abandon en huitièmes de finale à Beijing, et une défaite à Zhuhai contre l'autre sœur Williams.

### 2016. Premières finales enPremier 5à Rome et Montréal, deuxième titrePremier, top 10 et1erMasters
Elle commence son année sans aucun tournoi préparatif, directement par l'Open d'Australie, en battant les Kazakhs Zarina Diyas et Yaroslava Shvedova, puis la Serbe Ana Ivanović (4-6, 6-4, 6-4) pour aller en huitième avec un fait étonnant avec le malaise en plein match du coach d'Ivanovic. Stade où elle perdra contre la surprise du tournoi, la Chinoise Zhang Shuai (6-3, 3-6, 3-6) lors duquel elle se blesse aux adducteurs, en début de deuxième manche.
En mars pour Miami alors tête de série no 22, elle bat au deuxième tour Kirsten Flipkens, puis Roberta Vinci 9e mondiale (6-4, 6-4) et Irina-Camelia Begu le tout en deux manches, mais perdra contre Angelique Kerber (3-6, 2-6) lors des quarts en 1 h 8.
Au mois de mai sur terre battue, alors 24e mondiale, elle réalise une superbe semaine au tournoi de Rome. Elle bat d'abord au premier tour Andrea Petkovic (6-4, 6-1), puis la 9e mondiale Petra Kvitová (6-3, 6-4) assez facilement, après Tímea Babos en deux sets également (7-62, 6-3), et enfin en quart de finale, la Tchèque Barbora Strýcová en perdant une manche. En demi-finale, elle affronte la no 4 mondiale Garbiñe Muguruza, qui est pourtant favorite mais contre toute attente, Keys réalise un bon match et bat l'Espagnole (7-65, 6-4) et file en finale, la première dans la catégorie Premier 5. Elle sera vaincue par Serena Williams 1re mondiale, (6-75, 3-6) avec 32 fautes directes, trop pour espérer gagner. Puis pour Roland-Garros elle passe Donna Vekić, Mariana Duque Mariño et au troisième tour Mónica Puig en deux manches, mais perd au tour suivant (6-74, 3-6) face à Kiki Bertens, demi-finaliste et surprise de la quinzaine.
Pour la saison sur gazon à Birmingham, elle se débarrasse de Tímea Babos (7-63, 6-4), puis de la qualifiée Tamira Paszek, avant d'éprouver plus de mal contre Jeļena Ostapenko (6-71, 6-4, 6-2) et Carla Suárez Navarro (3-6, 6-3, 7-63) pour se qualifier pour la finale. Elle remporte le titre contre Barbora Strýcová (6-3, 6-4) en 1 h 20, obtenant son deuxième titre en carrière, tous deux sur gazon après Eathbourne 2014. Cette victoire lui permet d'intégrer le top 10 pour la première fois, où à partir de lundi 20 juin, elle formera un trio de choc d'Américaines dans le top 10 avec Serena et Venus Williams, une première depuis septembre 2005. À Wimbledon, elle passe son premier tour facilement, puis exprime plus de difficultés à battre Kirsten Flipkens (6-4, 4-6, 6-3) et Alizé Cornet en trois manches (6-4, 5-7, 6-2), avant de perdre en huitièmes (7-65, 4-6, 3-6) contre la Roumaine Simona Halep.
Pour la tournée sur dur en été, à Montréal, elle arrive en huitième sans difficultés, et bat la 6e mondiale Venus Williams, (6-1, 6-72, 6-3) alors qu'elle menait 6-1, 3-1, elle se fait surprendre. En quart, elle bat en trois manches Anastasia Pavlyuchenkova (7-63, 1-6, 6-0) lui infligeant une bulle au dernier set, puis en demi-finale, elle bat facilement la qualifiée Kristína Kučová (6-2, 6-1) en 52 minutes, la grande surprise du tournoi et se qualifie pour sa deuxième finale de Premier 5. Elle perdra à nouveau (6-72, 3-6) contre Simona Halep en 1 h 15 de jeu et commettant le double de fautes directes que de coups gagnants, mais passe 9e mondiale grâce à sa finale. Une semaine après, aux Jeux olympiques elle élimine Danka Kovinić, puis difficilement la Française Kristina Mladenovic (7-5, 6-74, 7-65) après 3 h 14 d'un gros combat et en ayant réalisé 49 coups gagnants. En huitième, elle vient à bout (6-3, 3-6, 6-3) de Carla Suárez Navarro après son match physique et fatigant de la veille, puis bat facilement en deux petits sets la Russe Daria Kasatkina pour passer en demi-finale. Elle perd son match (3-6, 5-7) contre le no 2 mondiale, Angelique Kerber. Avant d'échouer à nouveau face à Petra Kvitová (5-7, 6-2, 2-6) en ayant loupée beaucoup d'occasions dans la première manches et loupant du même coup la médaille de bronze.
Après deux forfaits, elle revient pour l'US Open, franchissant les trois premiers tours avec des difficultés contre Alison Riske (4-6, 7-65, 6-2) et Naomi Osaka (7-5, 4-6, 7-63) en effaçant des balles de match. Elle perdra (3-6, 4-6) contre Caroline Wozniacki, de retour en forme.
Pour la tournée asiatique à Wuhan d'abord elle se qualifie pour les quarts en battant Caroline Garcia (6-3, 6-4) et la qualifiée Daria Kasatkina (6-1, 4-6, 6-4), mais perdant en deux sets contre la Roumaine Simona Halep (4-6, 2-6). Puis Pékin, elle bat en trois manches Duan Ying-Ying (6-0, 4-6, 6-1), Kristina Mladenovic (7-5, 6-4), la 7e mondiale Svetlana Kuznetsova (7-62, 6-2) en huitième et surtout, la lauréate de Wuhan, Petra Kvitová (6-3, 6-72, 7-65) en quart dans un match tendu et à suspense après 2 h 44 de jeu. En demi-finale, elle affronte Johanna Konta 14e mondiale, contre qui elle perdra (6-71, 6-4, 4-6) après un autre combat de 2 h 38.
À Linz, elle déclare forfait avant son match des demi-finales, qualifiée pour le Masters de Singapour pour la première fois de sa carrière. Elle est placée dans le Groupe Rouge avec la no 1 mondiale Angelique Kerber, la 4e Simona Halep et la 8e Dominika Cibulková. Perdant sèchement ses matchs (4-6, 2-6) contre Halep en 1 h 9 et (3-6, 3-6) contre Kerber en tout juste une heure, mais gagnant tout de même son deuxième match contre la Slovaque Cibulková (future lauréate de l'épreuve : 6-1, 6-4 en 1 h 5), qui l'élimine, et finissant sa saison à la huitième place mondiale,.

### 2017. Convalescence, troisième titrePremieret première finale en Grand Chelem à l'US Open
Madison Keys annonce cette année qu'elle travaille de nouveau avec sa compatriote Lindsay Davenport, et déclare forfait pour l'Open d'Australie, insuffisamment remise de son intervention chirurgicale au poignet gauche.
Pour son retour, à Indian Wells elle passe tranquillement Mariana Duque Mariño et Naomi Osaka mais perdant en huitième contre Caroline Wozniacki (4-6, 4-6). Elle a du mal à enchaîner avec des deuxièmes tours à Miami, Roland Garros et Wimbledon et des éliminations d'entrée à Charleston, Madrid et Rome.
Début août au tournoi de Stanford alors 21e mondiale, elle bat en trois sets la qualifiée Caroline Dolehide, puis élimine la tête de série numéro 7, Lesia Tsurenko (6-4, 6-3), avant de vaincre facilement (6-3, 6-2) en 57 minutes la 4e mondiale et récente lauréate de Wimbledon, Garbiñe Muguruza pour se qualifier pour la finale. Dans une finale 100 % américaine, elle bat la tête de série numéro 6, Coco Vandeweghe (7-64, 6-4) remportant son premier titre WTA de l'année, et son troisième sur le circuit. Elle rencontre de nouveau sa compatriote au premier tour de Cincinnati et l'élimine ainsi que la Russe Daria Kasatkina. L'Espagnole Garbiñe Muguruza prend sa revanche sur elle en huitièmes de finale au terme d'un match serré (4-6, 6-3, 6-7).
À l'US Open en tant que 16e mondiale, Madison Keys passe en deux sets Elise Mertens (6-3, 7-66) et Tatjana Maria. Elle peine ensuite contre Elena Vesnina (2-6, 6-4, 6-1) en trois manches mais vainc la 4e mondiale, Elina Svitolina (7-62, 1-6, 6-4) alors qu'elle était menée 2-4 dans l'ultime manche pour finalement enchaîner les quatre derniers jeux et rallier les quarts de finale. Elle dispute son troisième quart de finale en Grand Chelem, le premier depuis Wimbledon 2015, face à la qualifiée Kaia Kanepi. Par la suite, elle se hisse facilement jusqu'en finale en battant la qualifiée Kaia Kanepi (6-3, 6-3) en 1 h 08, et sa compatriote tête de série numéro 20, Coco Vandeweghe (6-1, 6-2) en 1 h 06, signant sa première finale de Grand Chelem. Elle affronte sa meilleure amie, sa compatriote Sloane Stephens alors 83e mondiale,. Elle s'incline contre Stephens (3-6, 0-6), dont c'est là le premier titre en Grand Chelem, en tout juste une heure de jeu . Elle avoue après en conférence de presse d’après-match, qu'elle était nerveuse et qu'elle n'avait pas pu jouer comme elle le voulait. Cette finale lui permet de passer à la 12e place mondiale.
Elle termine l'année par une défaite contre la qualifiée Américaine Varvara Lepchenko à Wuhan.

### 2018. Demi-finale à Roland-Garros et à l'US Open
Keys commence son année par une défaite d'entrée à Brisbane contre la Britannique Johanna Konta, numéro neuf mondiale (6-4, 4-6, 3-6). Elle domine Wang Qiang (6-1, 7-5), Ekaterina Alexandrova (6-0, 6-1) et la Roumaine Ana Bogdan (6-3, 6-4) pour rallier la deuxième semaine. Elle domine Caroline Garcia en huitièmes de finale de l'Open d'Australie (6-3, 6-2), mais s'incline en quarts de finale face à Angelique Kerber (1-6, 2-6). Décevante à Doha, Indian Wells, (défaite au premier tour contre sa compatriote Danielle Collins, 117e mondiale) et Miami (abandon contre l'ancienne numéro une mondiale Victoria Azarenka), elle ouvre sa saison sur terre battue par une demi-finale à Charleston en éliminant Lara Arruabarrena, Camila Giorgi et Bernarda Pera. Elle est défaite par une spécialiste de la surface, la Néerlandaise Kiki Bertens en trois manches serrées (4-6, 7-6, 6-7). S'ensuivent deux nouvelles défaites au premier tour, à Stuttgart contre la Russe Anastasia Pavlyuchenkova et à Madrid contre la locale invité Sara Sorribes Tormo. L'Américaine se rattrape d'abord à Rome en prenant sa revanche sur la Russe et en sortant Donna Vekić. Elle déclare forfait en huitièmes de finales alors qu'elle devait affronter la numéro un Simona Halep. 
Elle sort sur la terre battue des Internationaux de France ses compatriotes Sachia Vickery (6-3, 6-3) et Caroline Dolehide (6-4, 6-1) puis la numéro vingt Naomi Osaka (6-1, 7-6). Elle élimine deux surprises du tournoi, la Roumaine Mihaela Buzărnescu (6-1, 6-4) et la Kazakh Yulia Putintseva (7-6, 6-4), pour disputer une nouvelle demi-finale en Grand Chelem, face à sa rivale Sloane Stephens. Comme à l'US Open, Stephens aura le dernier mot, s'imposant (4-6, 4-6).
Eliminée dès le troisième tour de Wimbledon par la surprenante qualifiée Evgeniya Rodina (5-7, 7-5, 4-6), Keys se concentre sur la saison sur dur américain, réalisant un joli parcours au tournoi de Cincinnati, où elle atteint les quarts de finale, au terme duquel elle sera défaite par Aryna Sabalenka. Elle renverse notamment la numéro quatre mondiale Angelique Kerber (2-6, 7-6, 6-4) en huitièmes. Attendue à l'US Open, elle ne décevra pas son public, éliminant tour à tour Dominika Cibulková en huitièmes de finale sur le score de 6-1, 6-3, puis Carla Suárez Navarro (6-4, 6-3), avant de s'incliner en demi-finale face à l'étoile montante et future vainqueur du tournoi, Naomi Osaka (2-6, 4-6). Sa fin de saison est plus quelconque avec un abandon contre Angelique Kerber à Wuhan et un forfait contre la Lettone Anastasija Sevastova à Beijing, tous les deux au deuxième tour. Pour le Elite Trophy de Zhuhai réunissant les meilleures joueuse non sélectionnées au Masters, elle perd contre la locale Wang Qiang (6-1, 3-6, 1-6) mais bat la tête de série numéro une Daria Kasatkina (6-2, 6-4). Cela ne lui permet cependant pas d'aller plus loin.
Sélectionnée en Fed Cup, elle ne peut néanmoins défendre les chances de l'équipe des États-Unis face à la République tchèque, en raison d'une blessure.
N'ayant remporté aucun tournoi, la native de Rock Island achève l'année à la dix-septième place mondiale, au terme d'une saison malgré tout brillante, où elle aura atteint le dernier carré de deux tournois du Grand Chelem.

### 2019. Premier titre sur terre battue et victoire enPremier 5
Elle se présente à la première levée du Grand Chelem de l'année en tant que tête de série no 17, se devant de défendre 430 points. Elle se défait facilement de Destanee Aiava en deux sets (6-2, 6-2), puis réitère face à Anastasia Potapova (6-3, 6-4), avant de battre la tête de série no 12, Elise Mertens, en deux sets également. Elle sera éliminée au tour suivant par Elina Svitolina, tête de série no 6, et ce en trois sets (2-6, 6-1, 1-6). N'ayant pu défendre la totalité de ces points, elle se maintient tout de même à la 17e place au classement WTA.
Après un bref passage à la Fed Cup où elle défait Kimberly Birrell avant de chuter face à Ashleigh Barty, Madison Keys arrive début mars au tournoi d'Indian Wells, toujours en tant que tête de série no 17. Elle est éliminée dès son entrée en lice et en trois sets par l'Allemande Mona Barthel (6-3, 1-6, 5-7). Elle maintient son nombre de point au classement et monte même à la seizième place. 
Elle connaît la même expérience à Miami onze jours plus tard où elle est sortie dès sa première apparition sur les courts, éliminée en trois sets par l'Australienne Samantha Stosur (4-6, 6-4, 4-6). Son nombre de points ne bouge pas, mais elle tombe à la dix-huitième place.
Pour entamer le mois d'avril, l'Américaine renoue avec le succès à Charleston. Tête de série no 8, elle élimine Tatjana Maria en trois sets (7-6, 4-6, 6-4) puis défait successivement deux têtes de série dont la no 1 en commençant par Jeļena Ostapenko (no 10, 7-5, 6-2) puis Sloane Stephens (no 1, 7-6, 4-6, 6-2). Elle accède à la finale en se passant de Mónica Puig (6-4, 6-0) et remporte le tournoi en vainquant une autre tête de série, Caroline Wozniacki (no 5, 7-6, 6-3), lauréate du tournoi en 2011. Il s'agit là de son premier titre sur terre battue, et d'une victoire qui lui permet de faire un bond jusqu'à la quatorzième place mondiale.
Elle joue fin avril les barrages de la Fed Cup mais perd son match face à Viktorija Golubic (6-2, 6-3). Le tournoi de Madrid, qui commence début mai, ne lui sera pas favorable. Il en résultera une défaite qui viendra troubler la fête dès son premier match, encaissée face à la wild card Sorana Cîrstea (6-3, 4-6, 1-6). Elle maintient tout de même son classement. Elle réussira à franchir un tour de plus à Rome en battant Polona Hercog (6-4, 7-6) mais cèdera face à sa compatriote Sofia Kenin (7-6, 3-6, 4-6). Elle conserve son rang malgré cette défaite précoce. 
Sur la terre battue de Roland-Garros, Madison Keys réussit à se hisser en quarts de finale, un résultat moins brillant que l'année dernière où elle avait atteint les demies. Tête de série no 14, elle doit alors défendre 780 points. Elle commence son tournoi en éliminant facilement la russe Evgeniya Rodina (6-1, 6-2), puis la wild card Priscilla Hon (7-5, 5-7, 3-6) en laissant tout de même échapper un set. Elle se défait ensuite d'une joueuse issue des qualifications, Anna Blinkova (6-3, 6-7, 6-4), pour se retrouver face à la Tchèque Kateřina Siniaková qu'elle élimine en deux sets, après avoir souffert dans les matchs précédents (6-2, 6-4). Elle tombe en quarts de finale après avoir joué face à la future lauréate du tournoi, Ashleigh Barty, tête de série no 8 (6-3, 7-5). N'ayant pas fait mieux que l'année précédente, elle chute alors à la dix-septième place mondiale. 
C'est lors d'un autre tournoi du Grand Chelem que Keys fait son retour, mais cette fois ci sur gazon. Engagée comme tête de série no 17 (à la faveur d'une place de seizième mondiale décrochée entre-temps), elle doit défendre 430 points et assurer une performance meilleure ou égale par rapport à l'année dernière pour espérer se maintenir. Malheureusement, après avoir atteint le 3e tour en 2018, elle est ici sortie dès le 2e. Après avoir vaincu Luksika Kumkhum en deux sets (6-3, 6-2), elle tombe face à celle qu'elle avait éliminée au premier tour de Rome : Polona Hercog (6-2, 6-4). Elle ne gagne que 70 points et retourne à sa place initiale. 
Elle essuie ensuite deux sévères défaites aux premiers tours des tournois de Washington et Toronto, battue par Hailey Baptiste (7-6, 6-2) au premier et Donna Vekić (6-3, 6-7, 6-7) au second. Son classement se maintient. 
La tournée américaine, qui débutait mal pour Madison Keys, s'achève en point d'orgue une semaine avant l'US Open avec un titre de Premier 5 à Cincinnati. Dernière tête de série du tableau (no 16, 18e au classement), elle s'offre au premier tour l'ancienne no 1 mondiale Garbiñe Muguruza en trois sets (6-7, 7-6, 6-4). Elle bat ensuite Daria Kasatkina en deux sets (6-4, 6-1), puis laisse filer un set face à Simona Halep, elle aussi ancienne no 1 mondiale (1-6, 6-3, 7-5). Elle franchira ensuite les paliers sans ne plus perdre de sets, d'abord face à Venus Williams (6-2, 6-3), puis face à Sofia Kenin qui l'avait éliminée à Rome (7-5, 6-4), pour enfin battre en finale une autre Russe, Svetlana Kuznetsova, en deux sets également, mais plus accrochés (7-5, 7-6). À la suite de cette victoire, sa première dans cette catégorie, elle remonte de manière fulgurante dans le top 10 mondial. 
Lors de l'US Open, Keys commence son tournoi de façon convaincante, battant la Japonaise Misaki Doi par un 7-5, 6-0 cinglant, avant de dominer la Chinoise Zhu Lin (6-4, 6-1) au second tour, puis sa compatriote Sofia Kenin au troisième tour, sur le score de 6-3, 7-5. Qualifiée pour les huitièmes de finale, elle se retrouve opposée à Elina Svitolina, mais au terme d'une rencontre marquée par une contre-performance de l'Américaine, cette dernière s'incline 7-5, 6-4.

### 2020. Saison écourtée par la pandémie de COVID-19
Madison Keys commence bien la saison 2020 en atteignant la finale du tournoi Premier de Brisbane. Elle se défait notamment de deux anciennes lauréates en Grand Chelem, Sam Stosur et Petra Kvitová, mais est battue en finale par la Tchèque Karolína Plíšková. Tête de série no 10 à l'Open d'Australie, elle bat facilement Daria Kasatkina et Arantxa Rus lors de ses deux premiers tours, avant de chuter au troisième tour contre la Grecque María Sákkari. Elle ne joue pas les tournois sur dur en février et mars.
Son tournoi suivant devait être Indian Wells, mais la pandémie de COVID-19 suspend le calendrier WTA pour plusieurs mois, et elle ne reprend finalement le chemin des courts qu'en août, au tournoi de Cincinnati, où elle est tenante du titre. Bénéficiant d'une exemption de premier tour, elle est battue dès son entrée en lice, au deuxième tour, par la Tunisienne Ons Jabeur. À l'US Open, alors que plusieurs joueuses du top 10 ne participent pas au tournoi, elle hérite du statut de tête de série no 7, ce qui la place parmi les favorites pour remporter le titre, trois ans après sa finale contre Sloane Stephens. Elle bat en deux sets Tímea Babos et Aliona Bolsova, ses adversaires des deux premiers tours, mais doit abandonner au troisième tour contre la Française Alizé Cornet, en raison d'une blessure au cou : c'est la première fois depuis 2014 qu'elle n'atteint pas la deuxième semaine à Flushing Meadows. Remise à temps pour jouer le tournoi de Roland-Garros fin septembre, elle chute dès le premier tour contre la chinoise Zhang Shuai. Elle termine la saison 2020 au 16e rang mondial, sa sixième année consécutive à terminer dans le top 20 en fin de saison.

### 2021. Sortie du top 50
Absente lors du début de saison en Australie, Madison Keys commence sa saison 2021 au tournoi de Doha, où elle bat Belinda Bencic avant de s'incliner contre Maria Sakkari. Elle perd dès son entrée en lice à Miami contre Ana Konjuh, puis également dès son entrée en lice à Charleston contre Sloane Stephens. Sa saison sur terre battue la voit chuter au premier tour à Madrid et au deuxième tour à Rome (battue par Iga Świątek), mais elle atteint le troisième tour à Roland-Garros, où elle s'incline en deux sets (2-6, 2-6) contre Victoria Azarenka. 

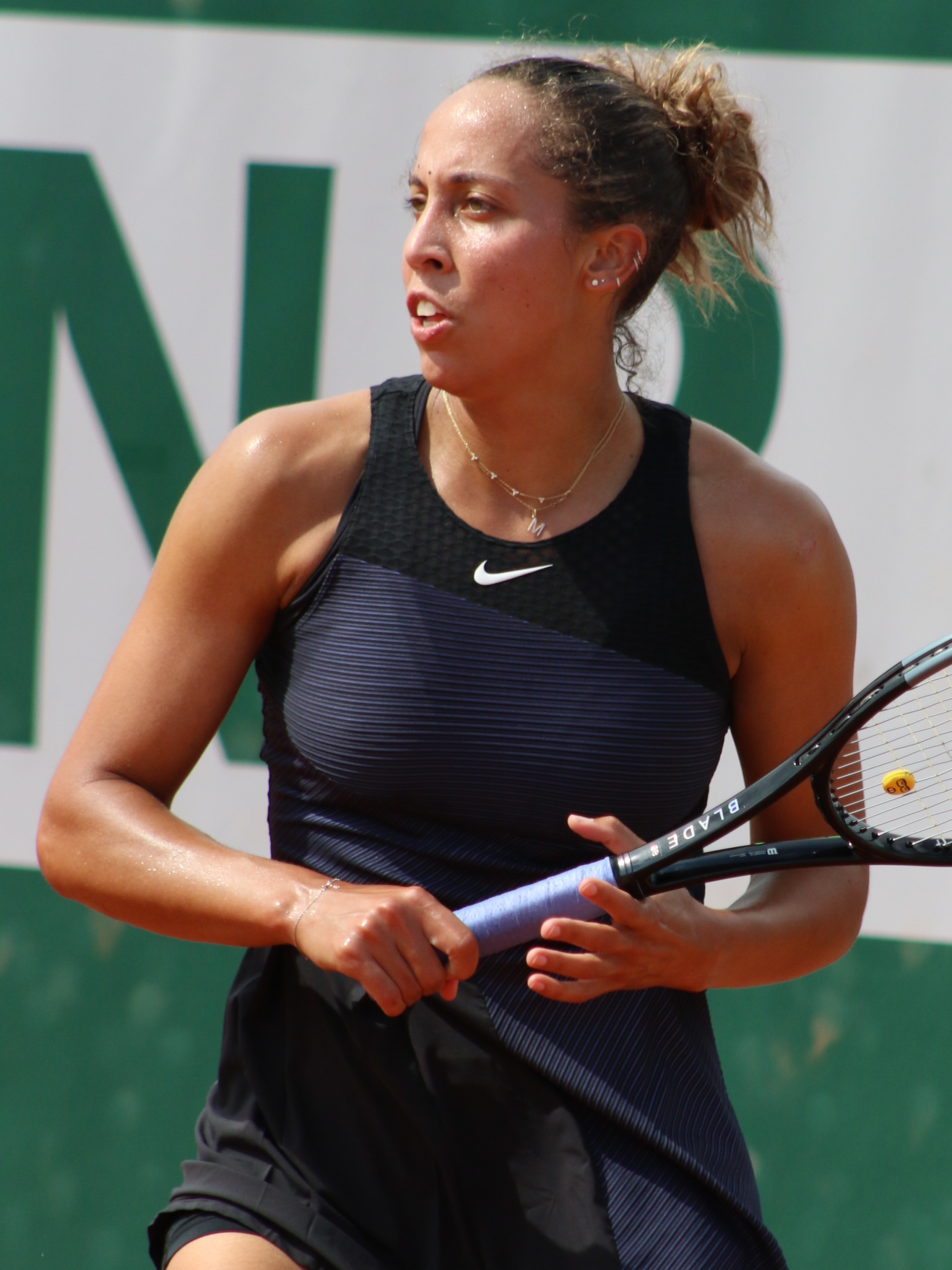
Madison Keys à Roland Garros en 2021.

Son résultat le plus marquant, en simple, est un huitième de finale à Wimbledon, où elle bat notamment Elise Mertens, tête de série no 13, au troisième tour, avant de s'incliner contre la Suissesse Viktorija Golubic. 
Elle réalise une mauvaise tournée américaine, qui la voit sortir du top 50 mondial : elle perd dès son entrée en lice à San José (exemptée de premier tour), contre Zhang Shuai, puis dès le premier tour aux tournois de Montréal et Cincinnati. À l'US Open, elle est battue en trois sets (3-6, 6-1, 6-7) par Sloane Stephens, dans un remake de la finale de 2017, qui se joue cette fois-ci au premier tour. Lors de ce même US Open, elle s'aligne en double mixte avec l'Américain Bjorn Fratangelo, qui est également son compagnon à la ville. Son dernier tournoi de la saison est celui d'Indian Wells, en octobre, où elle s'incline au deuxième tour contre Anastasia Pavlyuchenkova. Madison Keys termine la saison 2021 à la 56e place mondiale.

### 2022. Sixième titre et demi-finale à l'Open d'Australie
La joueuse américaine opère un retour en forme au début de l'année 2022. Après une défaite au deuxième tour à Melbourne contre la Russe Daria Kasatkina , elle vainc successivement à Adelaïde Elina Svitolina (6-2, 6-4), Tereza Martincová (6-1, 6-3), Liudmila Samsonova (6-3, 3-6, 6-3) et sa compatriote Coco Gauff (3-6, 6-2, 7-5) pour rallier la finale. Elle triomphe en dominant une autre compatriote, Alison Riske (6-1, 6-2) et gagner son premier titre depuis trois ans.
Elle confirme sa très bonne forme en disputant une demi-finale remarquée à l'Open d'Australie. Alors qu'elle n'est pas tête de série pour la première levée de Grand Chelem de l'année, elle remporte cinq matchs consécutifs dans le tableau, battant au passage la championne de l'Open d'Australie 2020 Sofia Kenin, dès le premier tour (7-6, 7-5), et par la suite la no 8 mondiale Paula Badosa (6-3, 6-1) et la no 4 mondiale Barbora Krejčíková (6-3, 6-2). C'est la première fois depuis 2014, qu'elle élimine deux joueuses du Top 10 dans le même tournoi. Elle ne s'incline qu'en demi-finale contre la no 1 mondiale et future vainqueur du tournoi, Ashleigh Barty (1-6, 3-6).
De retour dans le Top 30, elle s'incline aux premiers tours de Guadalajara contre Harmony Tan, 104e joueuse mondiale, et Monterrey contre la Croate Petra Martić.
Elle dispute mi-mars Indian Wells et y remporte des matchs contre Misaki Doi (6-4, 3-6, 6-1), Alison Riske de nouveau (7-6, 6-1) et la qualifiée Harriet Dart (6-1, 6-4). Elle s'incline sèchement en quarts de finale contre la Polonaise et numéro quatre mondiale Iga Świątek (1-6, 0-6). C'est cependant la première fois depuis sa victoire à Cincinnati en 2019 qu'elle atteint les quarts de finale d'un WTA 1000. 
Les mois suivants sont plus difficiles avec trois éliminations d'entrée à Miami et Rome (contre Anhelina Kalinina) et à Madrid (contre la numéro cinq María Sákkari) et au deuxième tour de Charleston contre la Suissesse Belinda Bencic.

Elle s'incline en huitièmes de finale lors du tournoi de Roland-Garros contre la Russe Veronika Kudermetova (6-1, 3-6, 1-6) après avoir battu Anna Kalinskaya (6-3, 3-6, 6-4), la Française Caroline Garcia (6-4, 7-6) et la Kazakh Elena Rybakina (3-6, 6-1, 7-6). 

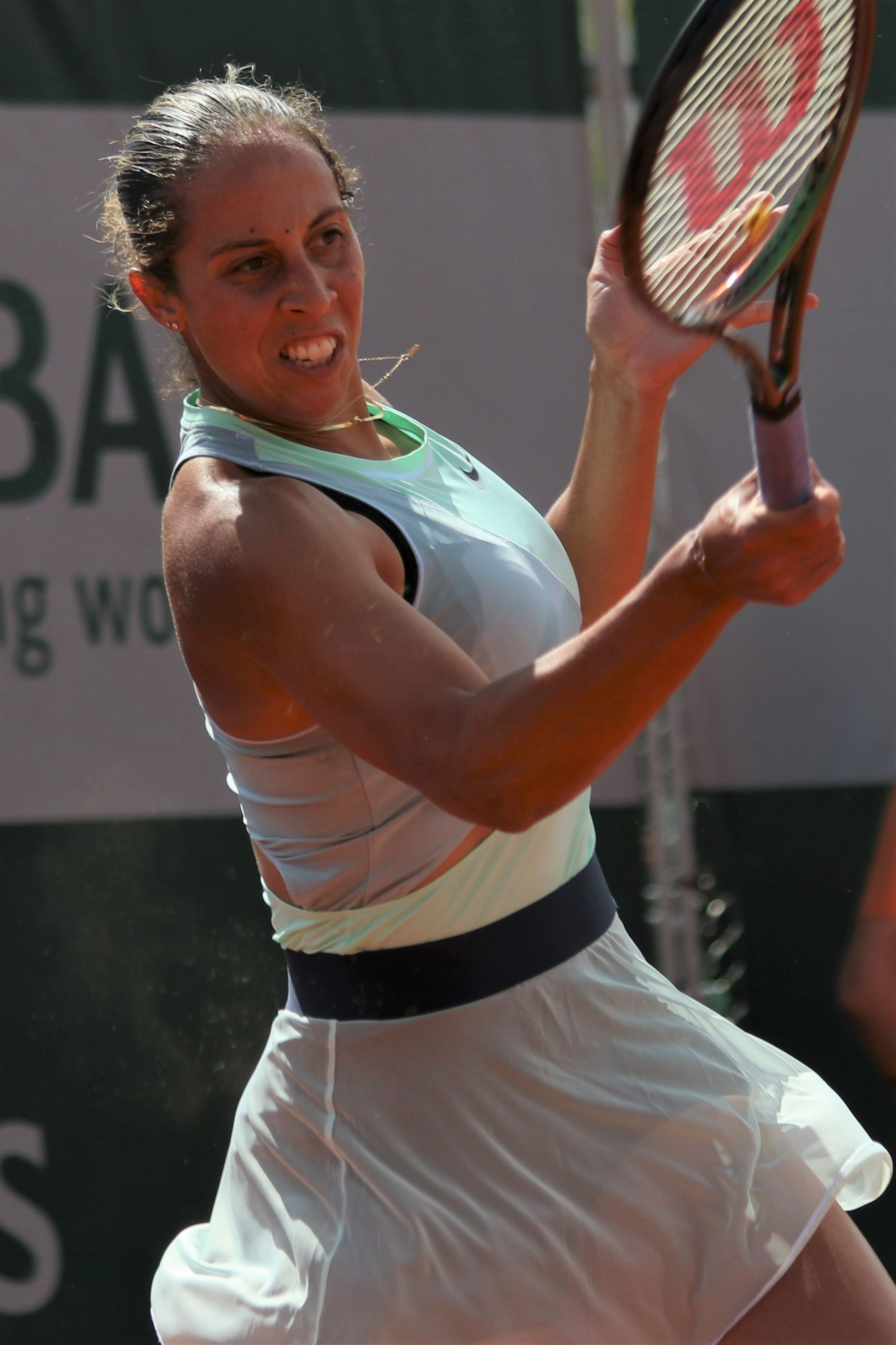
Madison Keys à Roland Garros en 2022.

Après avoir abandonné au deuxième tour du tournoi d'Eastbourne contre la Lettone Jeļena Ostapenko (3-6 ab.), elle annonce son forfait pour le tournoi de Wimbledon en raison d'une blessure aux abdominaux. 
De retour sur le circuit début août, elle s'incline contre la numéro cinq mondiale Ons Jabeur à San Jose et au premier tour de Toronto contre sa compatriote Asia Muhammad, 187e joueuse mondiale. 
Mi août, elle dispute le tournoi de Cincinnati et élimine la Kazakh Yulia Putintseva (7-5, 6-3) et la Lettone Jeļena Ostapenko (6-4, 7-5) pour rejoindre la numéro une mondiale Iga Świątek en huitièmes de finale. Elle s'impose en deux sets (6-3, 6-4) et élimine au tour suivant la récente vainqueur de Wimbledon, Elena Rybakina (6-2, 6-4) en deux sets également. Elle joue les demi-finale de ce tournoi pour la deuxième fois de sa carrière et s'incline contre la Tchèque Petra Kvitová en perdant ses deux premiers sets du tournoi (7-6, 4-6, 3-6). Elle réintègre le Top 20 à l'issue du tournoi. 
Les tournois suivants sont moins réussis : elle est battue dès le premier tour à Tallinn et Ostrava (battue par Elena Rybakina qui prend sa revanche de Cincinnati), en quarts de finale à San Diego (éliminant au deuxième tour la Russe Daria Kasatkina) et au troisième tour à Guadalajara (par l'ancienne numéro une mondiale Victoria Azarenka). 
Elle s'incline à l'US Open, dans son pays natal au troisième tour contre l'Américaine Coco Gauff (2-6, 3-6) après des victoires obtenues sur Dayana Yastremska (7-6, 6-3) et Camila Giorgi (6-4, 5-7, 7-6).

### 2023.7etitre à Eastbourne, 1/4 à Wimbledon et demi-finale à l'US Open
L'Américaine commence son année par l'Open d'Australie, tournoi dont elle avait été demi-finaliste l'année passée. Après des victoires sur Anna Blinkova (6-4, 3-6, 6-2) et Wang Xinyu (6-3, 6-2), elle est éliminée par l'ancienne numéro une, Victoria Azarenka (6-1, 2-6, 1-6) pour la quatrième fois en autant de duels. Mi-février, elle s'incline au premier tour contre la tenante du titre à Doha, Jeļena Ostapenko (5-7, 2-6).
Elle reprend des couleurs la semaine suivante à Dubaï en éliminant successivement la qualifiée Jasmine Paolini (6-1, 6-1), la cinquième mondiale Caroline Garcia (7-5, 6-4) et l'ex numéro une Victoria Azarenka (6-2, 6-1) pour arriver en quarts de finale. Elle s'incline contre sa compatriote Coco Gauff (2-6, 5-7).
Fin juin, elle dispute le tournoi d'Eastbourne à quelques jours de Wimbledon. Elle se défait de la repêchée Tereza Martincová (7-6, 6-4) et de la qualifiée Chinoise Wang Xiyu (6-2, 7-6). Elle se débarrasse ensuite de la Croate Petra Martić (6-4, 6-1) pour accéder à la demi-finale. Retrouvant sa jeune compatriote Coco Gauff, septième joueuse mondiale, elle s'impose (6-3, 6-3) et accède à sa première finale de l'année. Elle retrouve Daria Kasatkina, qu'elle a battu huit fois en dix confrontations. Elle gagne le match toujours sans perdre un set (6-2, 7-6) et remporte son septième titre, neuf ans après le premier de sa carrière, gagné ici-même. Elle confirme ses bonnes dispositions sur gazon en écartant d'abord à Wimbledon l'invité locale Sonay Kartal (6-0, 6-3) et la qualifiée Viktorija Golubic (7-5, 6-3). Toujours sans perdre un set, elle s'impose contre l'Ukrainienne Marta Kostyuk (6-4, 6-1) pour rejoindre les huitièmes de finale. Elle renverse alors la très jeune Mirra Andreeva (3-6, 7-6, 6-2) pour rallier les quarts de finale du tournoi, pour la première fois depuis huit ans. Confrontée à la Biélorusse Aryna Sabalenka, numéro deux mondiale et vainqueur de l'Open d'Australie en début d'année, elle s'incline (2-6, 4-6).
Elle part aux États-Unis pour disputer le tournoi de Washington et gagne deux matchs contre la révélation de la saison dernière Zheng Qinwen (7-5, 6-1) et sa compatriote Jennifer Brady (6-4, 6-0) mais s'incline en quarts de finale contre la Grecque María Sákkari (3-6, 3-6), 9e. Elle emporte une victoire contre sa compatriote et ancienne championne Venus Williams (6-2, 7-5) mais déclare forfait au match suivant à l'Open du Canada. Demi-finaliste à Cincinnati l'année précédente, elle s'incline dès le premier tour cette année contre la Belge Elise Mertens (3-6, 6-3, 3-6).

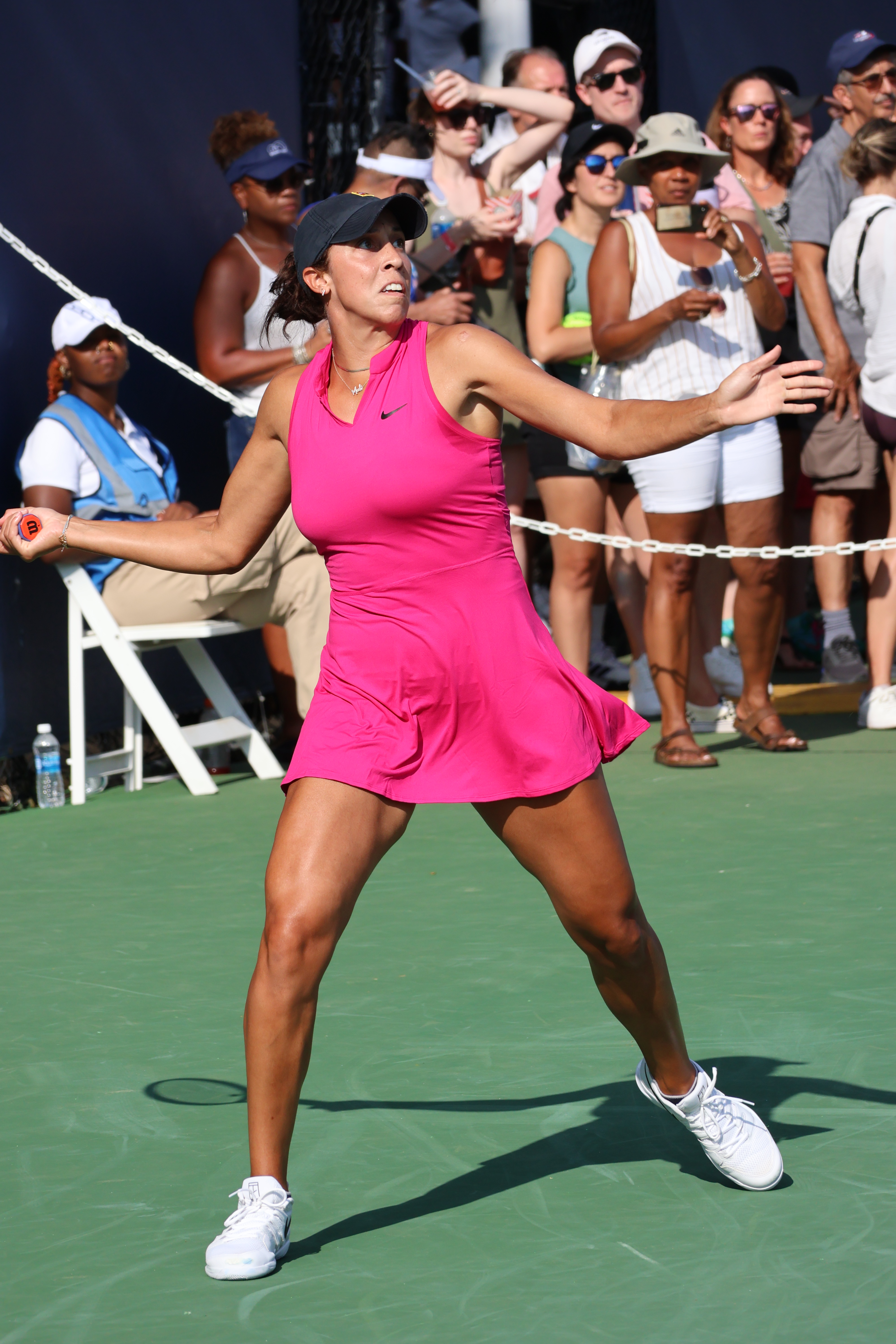
Madison Keys au tournoi de Washington 2023

Fin août, elle se débarrasse de la Néerlandaise Arantxa Rus (6-2, 6-4) et de la repêchée Yanina Wickmayer (6-1, 6-2) à l'US Open. Elle renverse au troisième tour Liudmila Samsonova (5-7, 6-2, 6-2), puis sort pour la première fois de sa carrière deux joueuses du Top 10, sa compatriote Jessica Pegula, numéro trois mondiale et vainqueur de Toronto (6-1, 6-3) et la gagnante de Wimbledon Markéta Vondroušová (6-1, 6-4). Elle joue alors sa troisième demi-finale à New York contre Aryna Sabalenka, nouvelle numéro une à l'issue du tournoi et se fait renverser de manière surprenante (6-0, 6-7, 6-7) après un premier set sans concéder de jeux. Elle revient à Guadalajara mais se fait surprendre d'entrée contre sa jeune compatriote Emma Navarro (2-6, 6-7).

### 2024. 8etitre à Strasbourg, demi-finale à Madrid et quart de finale à Rome
L'année 2024 commence par un forfait à l'Open d'Australie. Elle revient sur le circuit à l'occasion du WTA 1000 d'Indian Wells où elle sort difficilement sa compatriote qualifiée Hailey Baptiste (6-4, 4-6, 7-6), sauvant deux balles de match, s'inclinant au troisième tour contre la Kazakh Yulia Putintseva (4-6, 1-6). Elle écarte la Russe Diana Shnaider qui effectue sa première saison pleine sur le circuit (6-2, 6-4) et la Chinoise Wang Xinyu (6-4, 7-6) pour se faire sortir par une deuxième Kazakh, la quatrième mondiale Elena Rybakina (3-6, 5-7) en huitièmes. Elle joue une dernière rencontre aux Etats-Unis sur terre, mais se fait renverser par la Roumaine Jaqueline Cristian (6-3, 3-6, 3-6) à Charleston.
Elle atteint son meilleur résultat en carrière à Madrid à l'occasion de l'édition 2024 où elle sort la Roumaine Irina-Camelia Begu en deux tie-breaks, la Russe Liudmila Samsonova (6-2, 6-3) ainsi que sa jeune compatriote Coco Gauff numéro trois mondiale, qu'elle élimine difficilement (7-6, 4-6, 6-4). Elle bat sa deuxième Top 10 en quarts de finale, la Tunisienne Ons Jabeur qui revient en forme malgré un premier set catastrophique (0-6, 7-5, 6-1)et subit la loi d'Iga Świątek, numéro une mondiale et vainqueur de trois des quatre derniers Roland Garros en demi-finale (1-6, 3-6). Elle perd sur le même score en quarts de finale à Rome, toujours contre la Polonaise, stade qu'elle atteint pour la première fois depuis huit saisons. Elle avait livré des batailles en trois manches contre les Sud-Américaines Camila Osorio (6-0, 4-6, 6-3), Beatriz Haddad Maia (6-4, 4-6, 6-3), demi-finaliste l'année passée à Roland Garros et remporté aisément son huitième face à la Roumaine Sorana Cîrstea (6-2, 6-1). Toujours en forme pour cette tournée sur terre, elle s'octroie juste avant Roland Garros un huitième titre en carrière à Strasbourg, ne concédant pas une seule manche contre Wang Xinyu (7-5, 6-0), la Polonaise Magda Linette (6-1, 6-3),  Liudmila Samsonova qu'elle bat une deuxième fois cette année (6-1, 6-3) et sa compatriote Danielle Collins en finale (6-1, 6-2), alors que cette dernière reste sur 22 victoires sur ses 24 derniers matchs, devenant la première joueuse américaine depuis Jennifer Capriati il y a 25 ans à remporter le trophée.
Comme l'année passée, elle perd à Roland Garros contre une Américaine, cette fois-ci en tombant contre Emma Navarro qui rejoint pour la première fois de sa carrière la deuxième semaine en Grand Chelem, s'inclinant sur les deux jeux décisifs disputés. Elle avait auparavant enchaîné ses cinquièmes et sixièmes victoires de suite contre la Mexicaine Renata Zarazúa (6-3, 6-2) et l'Egyptienne Mayar Sherif (6-0, 7-6). Elle joue juste avant Wimbledon deux matchs à Eastbourne contre la qualifiée Anhelina Kalinina (7-6, 6-1) et face à la Canadienne Leylah Fernandez en demi-finale (3-6, 6-3, 3-6) après avoir profité du forfait de la Tchèque Karolína Muchová au tour précédent. Elle écarte en deux manches l'Italienne Martina Trevisan (6-4, 7-6) qui n'a jamais remporté un match à Wimbledon, la Chinoise Wang Yafan (6-2, 6-2) et l'Ukrainienne Marta Kostyuk (6-4, 6-3) pour accéder aux huitièmes de finale. Elle est néanmoins contrainte à l'abandon en fin de match face à l'Italienne Jasmine Paolini, récente finaliste de Roland Garros (3-6, 7-6, 5-5 ab.) et finaliste de son deuxième Majeur quelques jours plus tard. Elle doit de nouveau abandonner début août à l'Open du Canada contre sa compatriote Peyton Stearns (6-3, 5-7, 0-3 ab.), qui gagne pour la première fois de sa vie deux matchs en WTA 1000. Demi-finaliste l'année passée à l'US Open, elle y remporte facilement deux matchs contre Kateřina Siniaková (6-4, 6-1) et la qualifiée Maya Joint qui joue son premier Majeur (6-4, 6-0). Elle perd néanmoins au troisième tour une grosse bataille contre la Belge Elise Mertens (7-6, 5-7, 4-6), passant à deux points du match.
Sortie du Top 20, elle termine sa saison par deux victoires faciles contre la qualifiée Espagnol Sara Sorribes Tormo (6-2, 6-1) et la douzième joueuse mondiale Beatriz Haddad Maia (6-3, 6-3) avant de tomber contre Aryna Sabalenka, reine incontestée du dur cette saison-là (4-6, 3-6) et qui a gagné l'Open d'Australie et plus récemment l'US Open en 2024. Elle voit la Brésilienne Beatriz Haddad Maia prendre sa revanche à Wuhan (6-7, 2-6) et la sortir au premier tour.

### 2025. 1erGrand Chelem à l'Open d'Australie, demi-finale à Indian Wells et quart à Roland-Garros
Elle commence la saison de manière idéale en remportant son neuvième titre en carrière à Adelaïde et s'impose pour la deuxième fois dans l'histoire du tournoi, rejoignant Jenny Staley, Evonne Goolagong, Hana Mandlikova et Ashleigh Barty au nombre de titres. Non tête de série, elle sort d'abord facilement la Brésilienne Beatriz Haddad Maia, seizième mondiale (6-2, 6-1) puis renverse la Lettone Jelena Ostapenko, tenante du titre (3-6, 6-4, 6-3). Une nouvelle victoire aisée contre Daria Kasatkina, neuvième mondiale (6-1, 6-3), sa première contre une Top 10 sur dur depuis plus d'un an, lui permet de rallier les demi-finales. Mal embarquée contre une autre Russe, Liudmila Samsonova, elle profite de l'abandon de son adversaire dans le troisième set pour l'emporter (5-7, 7-5, 3-0 ab.) et jouer la finale. Elle y affronte la tête de série numéro une et septième mondiale Jessica Pegula, finaliste récente de l'US Open et parvient à la battre en trois manches (6-3, 4-6, 6-1).
Elle enchaîne à l'Open d'Australie en sortant au premier tour sa compatriote Ann Li (6-4, 7-5) puis plus difficilement la Roumaine issue des qualifications Elena-Gabriela Ruse (7-61, 2-6, 7-5). Elle réussit au troisième tour à éliminer une autre Américaine, ancienne finaliste du tournoi, Danielle Collins, onzième joueuse mondiale (6-4, 6-4) pour arrive en deuxième semaine. Confrontée à la tête de série numéro six Elena Rybakina, elle aussi ancienne finaliste, elle sort la Kazakhstanaise (6-3, 1-6, 6-3) en trois manches pour rallier les quarts de finale. Elle rencontre à ce stade l'Ukrainienne Elina Svitolina, ancienne numéro trois mondiale, qu'elle renverse (3-6, 6-3, 6-4) pour rejoindre le dernier carré, son septième en Grand Chelem en carrière et le troisième ici. Elle parvient en sauvant une balle de match à sortir à la surprise des observateurs la numéro deux mondiale Iga Świątek, vainqueur de Roland Garros la saison passée (5-7, 6-1, 7-68) pour jouer sa seconde finale en Majeur, sept ans après la première. Elle fait face à la numéro une mondiale Aryna Sabalenka en finale, double tenante du titre, mais réussit un bon début de match et parvient au bout se trois sets (6-3, 2-6, 7-5), à remporter son premier titre en Grand Chelem, à 29 ans. Elle effectue son retour en mars à Indian Wells. Elle confirme sa forme en empochant plusieurs victoires faciles sur Anastasia Potapova (6-3, 6-0) d'entrée et Belinda Bencic, invitée au tournoi et qui revient d'une grossesse (6-1, 6-1) en quarts de finale, mais également en livrant des matchs plus poussifs dont elle sort victorieuse, contre la Belge Elise Mertens (6-2, 68-7, 6-4) et la Croate Donna Vekić (4-6, 7-67, 6-3). Elle voit sa série de seize victoires consécutives brisée brutalement par la revancharde Aryna Sabalenka en demi-finale (0-6, 1-6) dans le froid du tournoi californien. Elle enchaîne à Miami contre l'Arménienne Elina Avanesyan (6-3, 6-3) mais sa série voit fin brutalement, à la surprise des observateurs contre la jeune Philippine Alexandra Eala, 140e et qui vainc pour la première fois de sa carrière une joueuse du Top 10 (4-6, 2-6).
Elle reprend à Madrid, et vainc successivement l'Italienne Lucia Bronzetti (6-4, 6-3), la Russe Anna Kalinskaya (7-5, 7-63) et la Croate Donna Vekić (6-2, 6-3), qui joue pour la première fois les huitièmes dans la capitale espagnole. Comme la saison passée, elle cède contre Iga Świątek, triple tenante du titre à Roland Garros malgré un très bon début de match (6-0, 3-6, 2-6), la Polonaise prenant sa revanche de l'Open d'Australie. Sortant la seule Française du tableau, Varvara Gracheva (7-64, 6-1), elle butte sur sa compatriote Peyton Stearns qui dispute son premier tournoi de Rome (6-2, 2-6, 63-7). Elle est impériale sur ses deux premiers tours dans la capitale française, contre Daria Saville (6-2, 6-1), issue des qualifications et Katie Boulter (6-1, 6-3). Proche de l'élimination contre l'ancienne finaliste Sofia Kenin (4-6, 6-3, 7-5), elle rallie ses premiers quarts de finale ici depuis six saisons à la faveur d'une victoire sur sa compatriote Hailey Baptiste qui atteint pour la première fois de sa carrière la deuxième semaine d'un Majeur (6-3, 7-5). Affrontant une troisième Américaine, la numéro deux mondiale, Coco Gauff, ancienne finaliste, elle cède après avoir dominé le début du match (7-66, 4-6, 1-6).
Tête de série numéro deux au Queen's, tournoi qui fait son retour dans le calendrier féminin depuis plus de cinquante ans, elle sort deux Russes, la qualifiée Anastasia Zakharova (6-3, 6-2) et la jeune Diana Shnaider (2-6, 6-3, 6-4) mais est écartée en demi-finale par une des surprises du tournoi, l'Allemande Tatjana Maria, ancienne demi-finaliste à Wimbledon et déjà tombeuse d'Elena Rybakina (3-6, 63-7). Elle subit une seconde défaite consécutive à Berlin contre l'ancienne vainqueur au Temple Markéta Vondroušová (5-7, 66-7), puis manque de sortir dès le premier tour lors du Grand Chelem londonien contre la Roumaine Elena-Gabriela Ruse (64-7, 7-5, 7-5) comme à l'Open d'Australie. Après une victoire solide contre Olga Danilović (6-4, 6-2) qui vient de remporter son premier match ici, elle ne profite pas d'un tableau ouvert et s'incline au troisième tour contre l'Allemande vétérane Laura Siegemund, 104e joueuse mondiale (3-6, 3-6) qui remporte son premier match contre une Top 10 sur gazon en carrière et n'était jamais parvenu à ce stade ici.
Elle revient début août pour la première fois depuis neuf ans en huitièmes de finale à l'Open du Canada, prenant facilement sa revanche contre l'Allemande (6-2, 6-1) avant de connaître plus de difficultés sur sa compatriote spécialiste de double Caty McNally (2-6, 6-3, 6-3) et sauvant deux balles de match contre Karolína Muchová, demi-finaliste l'année passée à l'US Open (4-6, 6-3, 7-5) pour aller jusqu'en quarts de finale. Dernière joueuse du Top 10 encore en lice, c'est à ce stade où elle s'incline contre la Danoise Clara Tauson, déjà finaliste à Dubaï cette saison là (1-6, 4-6). Elle domine de justesse à Cincinnati mi-août l'Allemande Eva Lys (1-6, 6-3, 7-6), remportant son premier match là-bas depuis trois ans puis écarte facilement la jeune qualifiée Aoi Itō (6-4, 6-0) avant de s'incliner contre l'ancienne numéro trois Elena Rybakina (7-6, 4-6, 2-6) en huitièmes de finale qui prend sa revanche de l'Open d'Australie.

## Palmarès

### Titres en simple dames
| No | Date       | Nom et lieu du tournoi                   | Catégorie | Dotation     | Surface      | Finaliste           | Score         |          |
| -- | ---------- | ---------------------------------------- | --------- | ------------ | ------------ | ------------------- | ------------- | -------- |
| 1  | 16-06-2014 | Aegon International, Eastbourne          | Premier   | 710 000 $    | Gazon (ext.) | Angelique Kerber    | 6-3, 3-6, 7-5 | Parcours |
| 2  | 13-06-2016 | Aegon Classic, Birmingham                | Premier   | 846 000 $    | Gazon (ext.) | Barbora Strýcová    | 6-3, 6-4      | Parcours |
| 3  | 31-07-2017 | Bank of the West Classic, Stanford       | Premier   | 776 000 $    | Dur (ext.)   | Coco Vandeweghe     | 7-64, 6-4     | Parcours |
| 4  | 01-04-2019 | Volvo Car Open, Charleston               | Premier   | 757 900 $    | Terre (ext.) | Caroline Wozniacki  | 7-65, 6-3     | Parcours |
| 5  | 12-08-2019 | Western & Southern Open, Cincinnati      | Premier 5 | 2 643 736 $  | Dur (ext.)   | Svetlana Kuznetsova | 7-5, 7-65     | Parcours |
| 6  | 10-01-2022 | Adelaide International 2, Adélaïde       | WTA 250   | 239 477 $    | Dur (ext.)   | Alison Riske        | 6-1, 6-2      | Parcours |
| 7  | 26-06-2023 | Rothesay International, Eastbourne       | WTA 500   | 780 637 $    | Gazon (ext.) | Daria Kasatkina     | 6-2, 7-613    | Parcours |
| 8  | 19-05-2024 | Internationaux de Strasbourg, Strasbourg | WTA 500   | 922 573 $    | Terre (ext.) | Danielle Collins    | 6-1, 6-2      | Parcours |
| 9  | 06-01-2025 | Adélaïde International, Adélaïde         | WTA 500   | 1 064 510 $  | Dur (ext.)   | Jessica Pegula      | 6-3, 4-6, 6-1 | Parcours |
| 10 | 12-01-2025 | Australian Open, Melbourne               | G. Chelem | 30 450 000 $ | Dur (ext.)   | Aryna Sabalenka     | 6-3, 2-6, 7-5 | Parcours |

### Finales en simple dames
| No | Date       | Nom et lieu du tournoi           | Catégorie | Dotation     | Surface      | Vainqueure        | Score         |          |
| -- | ---------- | -------------------------------- | --------- | ------------ | ------------ | ----------------- | ------------- | -------- |
| 1  | 06-04-2015 | Family Circle Cup, Charleston    | Premier   | 731 000 $    | Terre (ext.) | Angelique Kerber  | 6-2, 4-6, 7-5 | Parcours |
| 2  | 09-05-2016 | Internazionali d'Italia, Rome    | Premier 5 | 2 428 490 €  | Terre (ext.) | Serena Williams   | 7-65, 6-3     | Parcours |
| 3  | 25-07-2016 | Coupe Rogers, Montréal           | Premier 5 | 2 714 413 $  | Dur (ext.)   | Simona Halep      | 7-62, 6-3     | Parcours |
| 4  | 28-08-2017 | US Open, Flushing Meadows        | G. Chelem | 24 193 400 $ | Dur (ext.)   | Sloane Stephens   | 6-3, 6-0      | Parcours |
| 5  | 06-01-2020 | Brisbane International, Brisbane | Premier   | 1 434 900 $  | Dur (ext.)   | Karolína Plíšková | 6-4, 4-6, 7-5 | Parcours |

## Parcours en Grand Chelem

### Victoire (1)
| Année | Tournoi          | Adversaire en finale | Score         |
| 2025  | Open d'Australie | Aryna Sabalenka      | 6-3, 2-6, 7-5 |

### Finale (1)
| Année | Tournoi | Adversaire en finale | Score    |
| 2017  | US Open | Sloane Stephens      | 3-6, 0-6 |

### En simple dames
| Année | Open d'Australie | Open d'Australie  | Internationaux de France | Internationaux de France | Wimbledon      | Wimbledon           | US Open         | US Open             |
| ----- | ---------------- | ----------------- | ------------------------ | ------------------------ | -------------- | ------------------- | --------------- | ------------------- |
| 2010  | —                | —                 | —                        | —                        | —              | —                   | Q1              | Maria Elena Camerin |
| 2011  | —                | —                 | —                        | —                        | —              | —                   | 2e tour (1/32)  | Lucie Šafářová      |
| 2012  | 1er tour (1/64)  | Zheng Jie         | —                        | —                        | Q2             | Misaki Doi          | Q2              | Paula Ormaechea     |
| 2013  | 3e tour (1/16)   | Angelique Kerber  | 2e tour (1/32)           | Mónica Puig              | 3e tour (1/16) | Agnieszka Radwańska | 1er tour (1/64) | Jelena Janković     |
| 2014  | 2e tour (1/32)   | Zheng Jie         | 1er tour (1/64)          | Sara Errani              | 3e tour (1/16) | Yaroslava Shvedova  | 2e tour (1/32)  | Aleksandra Krunić   |
| 2015  | 1/2 finale       | Serena Williams   | 3e tour (1/16)           | Timea Bacsinszky         | 1/4 de finale  | Agnieszka Radwańska | 1/8 de finale   | Serena Williams     |
| 2016  | 1/8 de finale    | Zhang Shuai       | 1/8 de finale            | Kiki Bertens             | 1/8 de finale  | Simona Halep        | 1/8 de finale   | Caroline Wozniacki  |
| 2017  | —                | —                 | 2e tour (1/32)           | Petra Martić             | 2e tour (1/32) | Camila Giorgi       | Finale          | Sloane Stephens     |
| 2018  | 1/4 de finale    | Angelique Kerber  | 1/2 finale               | Sloane Stephens          | 3e tour (1/16) | Evgeniya Rodina     | 1/2 finale      | Naomi Osaka         |
| 2019  | 1/8 de finale    | Elina Svitolina   | 1/4 de finale            | Ashleigh Barty           | 2e tour (1/32) | Polona Hercog       | 1/8 de finale   | Elina Svitolina     |
| 2020  | 3e tour (1/16)   | María Sákkari     | 1er tour (1/64)          | Zhang Shuai              | Annulé         | Annulé              | 3e tour (1/16)  | Alizé Cornet        |
| 2021  | —                | —                 | 3e tour (1/16)           | Victoria Azarenka        | 1/8 de finale  | Viktorija Golubic   | 1er tour (1/64) | Sloane Stephens     |
| 2022  | 1/2 finale       | Ashleigh Barty    | 1/8 de finale            | V. Kudermetova           | —              | —                   | 3e tour (1/16)  | Coco Gauff          |
| 2023  | 3e tour (1/16)   | Victoria Azarenka | 2e tour (1/32)           | Kayla Day                | 1/4 de finale  | Aryna Sabalenka     | 1/2 finale      | Aryna Sabalenka     |
| 2024  | —                | —                 | 3e tour (1/16)           | Emma Navarro             | 1/8 de finale  | Jasmine Paolini     | 3e tour (1/16)  | Elise Mertens       |
| 2025  | Victoire         | Aryna Sabalenka   | 1/4 de finale            | Coco Gauff               | 3e tour (1/16) | Laura Siegemund     |                 |                     |

N.B. : à droite du résultat se trouve le nom de l'ultime adversaire.

### En double dames
| Année | Open d'Australie                                                                        | Open d'Australie                                                                | Internationaux de France                                                               | Internationaux de France                                                            | Wimbledon                                                                         | Wimbledon | US Open                                                                          | US Open |
| ----- | --------------------------------------------------------------------------------------- | ------------------------------------------------------------------------------- | -------------------------------------------------------------------------------------- | ----------------------------------------------------------------------------------- | --------------------------------------------------------------------------------- | --------- | -------------------------------------------------------------------------------- | ------- |
| 2011  | —                                                                                       | —                                                                               | —                                                                                      | —                                                                                   | —                                                                                 | —         | 1er tour (1/32) S. Crawford \|\| style="text-align:left;" \| S. Mirza E. Vesnina |         |
| 2012  | —                                                                                       | —                                                                               | —                                                                                      | —                                                                                   | —                                                                                 | —         | 2e tour (1/16) J. Pegula \|\| style="text-align:left;" \| E. Makarova E. Vesnina |         |
| 2013  | —                                                                                       | —                                                                               | 1er tour (1/32) M. Oudin \|\| style="text-align:left;" \| L. Davis M. Moulton-Levy     | 1er tour (1/32) M. Oudin \|\| style="text-align:left;" \| T. Pironkova Y. Wickmayer | —                                                                                 | —         |                                                                                  |         |
| 2014  | 3e tour (1/8) A. Riske \|\| style="text-align:left;" \| L. Hlaváčková L. Šafářová       | 3e tour (1/8) A. Riske \|\| style="text-align:left;" \| L. Hradecká M. Krajicek | 2e tour (1/16) A. Riske \|\| style="text-align:left;" \| A. Kudryavtseva An. Rodionova | —                                                                                   | —                                                                                 |           |                                                                                  |         |
| 2015  | 1er tour (1/32) A. Riske \|\| style="text-align:left;" \| E. Makarova E. Vesnina        | —                                                                               | —                                                                                      | 1er tour (1/32) L. Robson \|\| style="text-align:left;" \| E. Makarova E. Vesnina   | 1er tour (1/32) L. Raymond \|\| style="text-align:left;" \| K. Flipkens L. Robson |           |                                                                                  |         |
| 2016  | 2e tour (1/16) A. Tomljanović \|\| style="text-align:left;" \| D. Cibulková K. Flipkens | —                                                                               | —                                                                                      | 1er tour (1/32) S. Stephens \|\| style="text-align:left;" \| T. Babos Y. Shvedova   | —                                                                                 | —         |                                                                                  |         |
|       |                                                                                         |                                                                                 |                                                                                        |                                                                                     |                                                                                   |           |                                                                                  |         |
| 2022  | —                                                                                       | —                                                                               | 1/2 finale T. Townsend \|\| style="text-align:left;" \| C. Gauff J. Pegula             | —                                                                                   | —                                                                                 | —         | —                                                                                |         |

N.B. : le nom de la partenaire se trouve sous le résultat ; les noms des ultimes adversaires se trouvent à droite.

### En double mixte
| Année | Open d'Australie | Open d'Australie | Internationaux de France | Internationaux de France | Wimbledon                                                                         | Wimbledon | US Open                                                                      | US Open |
| ----- | ---------------- | ---------------- | ------------------------ | ------------------------ | --------------------------------------------------------------------------------- | --------- | ---------------------------------------------------------------------------- | ------- |
| 2015  | —                | —                | —                        | —                        | 2e tour (1/16) N. Kyrgios \|\| style="text-align:left;" \| A. Hlaváčková Ł. Kubot | —         | —                                                                            |         |
|       |                  |                  |                          |                          |                                                                                   |           |                                                                              |         |
| 2017  | —                | —                | —                        | —                        | 2e tour (1/16) J. Sock \|\| style="text-align:left;" \| E. Vesnina B. Soares      | —         | —                                                                            |         |
|       |                  |                  |                          |                          |                                                                                   |           |                                                                              |         |
| 2025  | —                | —                | —                        | —                        | —                                                                                 | —         | 1er tour (1/8) F. Tiafoe \|\| style="text-align:left;" \| I. Świątek C. Ruud |         |

N.B. : le nom du partenaire se trouve sous le résultat ; les noms des ultimes adversaires se trouvent à droite.

## Parcours en «Premier» et WTA 1000
Les tournois WTA « Premier Mandatory » et « Premier 5 » (entre 2009 et 2020) et WTA 1000 (à partir de 2021) constituent les catégories d'épreuves les plus prestigieuses, après les quatre levées du Grand Chelem. 

De 2009 à 2023, les tournois Premier Mandatory (dits tournois WTA 1000 obligatoires entre 2021 et 2023) regroupent Indian Wells, Miami, Madrid et Pékin, les autres constituant les tournois Premier 5 (tournois WTA 1000 non-obligatoires). À partir de 2024, le nombre de tournois WTA 1000 passe à 10 par saison (fin de l’alternance Doha / Dubaï), ces derniers devenant tous obligatoires et offrant tous 1000 points à la vainqueure (contre 900 points précédemment pour les tournois Premier 5).

### En simple dames
| Année |       |                          |                            |                                  |                                |                                   |                              |                             |                             |                             |  |                                |
| Doha  | Dubaï | Indian Wells             | Miami                      | Madrid                           | Rome                           | Canada                            | Cincinnati                   | Pékin                       |                             | Tokyo                       |  |                                |
| Doha  | Dubaï | Indian Wells             | Miami                      | Madrid                           | Rome                           | Canada                            | Cincinnati                   | Pékin                       | Wuhan                       |                             |  |                                |
| Doha  | Dubaï | Indian Wells             | Miami                      | Madrid                           | Rome                           | Canada                            | Cincinnati                   | Pékin                       | Guadalajara                 |                             |  |                                |
| 2011  |       | WTA 500                  |                            |                                  | 1er tour (1/64) P. Schnyder    |                                   |                              |                             |                             |                             |  |                                |
| 2012  |       |                          | WTA 500                    |                                  | 2e tour (1/32) A. Radwańska    |                                   |                              |                             | 1er tour (1/32) R. Vinci    |                             |  |                                |
| 2013  |       |                          | WTA 500                    | 2e tour (1/32) S. Stosur         | 2e tour (1/32) L. Davis        | 2e tour (1/16) A. Medina          |                              |                             |                             | 2e tour (1/16) A. Radwańska |  | 3e tour (1/8) P. Kvitová       |
| 2014  |       |                          | WTA 500                    | 2e tour (1/32) R. Vinci          | 3e tour (1/16) Li N.           | 1er tour (1/32) A. Ivanović       | 2e tour (1/16) S. Halep      | 2e tour (1/16) S. Lisicki   | 2e tour (1/16) M. Sharapova | 2e tour (1/16) A. Petkovic  |  | 2e tour (1/16) B. Strýcová     |
| 2015  |       | WTA 500                  |                            | 3e tour (1/16) J. Janković       | 2e tour (1/32) S. Stephens     | 1er tour (1/32) K. Kanepi         | 2e tour (1/16) B. Jovanovski |                             | 2e tour (1/16) J. Janković  | 3e tour (1/8) A. Radwańska  |  | 2e tour (1/16) K. Mladenovic   |
| 2016  |       |                          | WTA 500                    | 2e tour (1/32) N. Gibbs          | 1/4 de finale A. Kerber        | 3e tour (1/8) P.M. Țig            | Finale S. Williams           | Finale S. Halep             |                             | 1/2 finale J. Konta         |  | 1/4 de finale S. Halep         |
| 2017  |       | WTA 500                  |                            | 4e tour (1/8) C. Wozniacki       | 3e tour (1/16) L. Arruabarrena | 1er tour (1/32) M. Doi            | 1er tour (1/32) D. Gavrilova |                             | 3e tour (1/8) G. Muguruza   |                             |  | 1er tour (1/32) V. Lepchenko   |
| 2018  |       | 2e tour (1/16) C. Bellis | WTA 500                    | 2e tour (1/32) D. Collins        | 2e tour (1/32) V. Azarenka     | 1er tour (1/32) S. Sorribes       | 3e tour (1/8) Forfait        |                             | 1/4 de finale A. Sabalenka  | 2e tour (1/16) Forfait      |  | 2e tour (1/16) A. Kerber       |
| 2019  |       | WTA 500                  |                            | 2e tour (1/32) M. Barthel        | 2e tour (1/32) S. Stosur       | 1er tour (1/32) S. Cîrstea        | 2e tour (1/16) S. Kenin      | 1er tour (1/32) D. Vekić    | Victoire S. Kuznetsova      | 2e tour (1/16) J. Brady     |  |                                |
| 2020  |       |                          | WTA 500                    | Annulé                           | Annulé                         | Annulé                            |                              | Annulé                      | 2e tour (1/16) O. Jabeur    | Annulé                      |  | Annulé                         |
| 2021  |       | WTA 500                  | 2e tour (1/16) A. Potapova | 2e tour (1/32) A. Pavlyuchenkova | 2e tour (1/32) A. Konjuh       | 1er tour (1/32) A. Pavlyuchenkova | 2e tour (1/16) I. Świątek    | 3e tour (1/8) A. Sabalenka  | 1er tour (1/32) P. Kvitová  | Annulé                      |  | Annulé                         |
| 2022  |       |                          | WTA 500                    | 1/4 de finale I. Świątek         | 2e tour (1/32) A. Kalinina     | 1er tour (1/32) M. Sákkari        | 1er tour (1/32) A. Kalinina  | 1er tour (1/32) A. Muhammad | 1/2 finale P. Kvitová       | Hors calendrier             |  | 3e tour (1/8) V. Azarenka      |
| 2023  |       | WTA 500                  | 1/4 de finale C. Gauff     | 2e tour (1/32) S. Cîrstea        | 3e tour (1/16) B. Krejčíková   |                                   | 4e tour (1/8) A. Kalinina    | 2e tour (1/16) Forfait      | 1er tour (1/32) E. Mertens  |                             |  | 2e tour (1/16) E. Navarro      |
| 2024  |       |                          |                            | 3e tour (1/16) Y. Putintseva     | 4e tour (1/8) E. Rybakina      | 1/2 finale I. Świątek             | 1/4 de finale I. Świątek     | 2e tour (1/16) P. Stearns   |                             | 4e tour (1/8) A. Sabalenka  |  | 1er tour (1/32) B. Haddad Maia |
| 2025  |       |                          |                            | 1/2 finale A. Sabalenka          | 3e tour (1/16) A. Eala         | 1/4 de finale I. Świątek          | 3e tour (1/16) P. Stearns    | 1/4 de finale C. Tauson     | 4e tour (1/8) E. Rybakina   |                             |  |                                |

Sous le résultat, l’ultime adversaire.
1. 1 2   Les tournois de Doha et Dubaï alternent le statut de tournoi WTA 1000 (ex Premier 5) entre 2009 et 2023 : les trois premières éditions ont lieu à Dubaï, les trois suivantes à Doha, puis Dubaï accueille le tournoi de cette catégorie les années impaires et Dubaï les années paires. De 2011 à 2023, la ville qui n’accueille pas de WTA 1000 organise à la place un tournoi WTA 500 (ex Premier).
2. 1 2 3 4 5 6 7 8   L’ordre de déroulement des tournois a évolué depuis 2009 : Rome se dispute avant Madrid et Cincinnati avant Montréal/Toronto jusqu’en 2010, tandis que Tokyo (2009-2013)-Wuhan (2014-2019, 2024-)-Guadalajara (2022-2023) ont lieu avant Pékin jusqu’en 2023.
3. 1 2 3 4 5 6 7 8  Du fait de la pandémie de Covid-19, les tournois d’Indian Wells, de Miami, de Madrid, du Canada, de Wuhan et de Pékin sont annulés en 2020. Ces deux derniers le sont également en 2021. Pour des raisons d’organisation, le tournoi de Cincinnati 2020 a exceptionnellement lieu à Flushing Meadows à New York.
4. ↑  Le 1er décembre 2021, le président de la WTA, Steve Simon, annonce que tous les tournois prévus en Chine et à Hong Kong sont suspendus à partir de 2022, en raison de préoccupations concernant la sécurité et le bien-être de la joueuse de tennis chinoise Peng Shuai après ses allégations de relations sexuelles non-consenties avec Zhang Gaoli, membre de haut rang du Parti communiste chinois. Le tournoi de Pékin revient en 2023. Le tournoi de Guadalajara remplace celui de Wuhan pendant deux ans, ce dernier réapparaissant en 2024.

## Parcours aux Masters

### En simple dames
| # | Date       | Nom de l'édition                 | ($)       | Surface    | Résultat               | Ultime(s) adversaire(s) | Score    |          |
| - | ---------- | -------------------------------- | --------- | ---------- | ---------------------- | ----------------------- | -------- | -------- |
| 1 | 23/10/2016 | BNP Paribas WTA Finals Singapour | 7 000 000 | Dur (int.) | Round Robin (défaite)  | Simona Halep            | 6-2, 6-4 | Parcours |
| 1 | 23/10/2016 | BNP Paribas WTA Finals Singapour | 7 000 000 | Dur (int.) | Round Robin (victoire) | Dominika Cibulková      | 6-1, 6-4 | Parcours |
| 1 | 23/10/2016 | BNP Paribas WTA Finals Singapour | 7 000 000 | Dur (int.) | Round Robin (défaite)  | Angelique Kerber        | 6-3, 6-3 | Parcours |

## Parcours aux Jeux olympiques

### En simple dames
| # | Date       | Nom de l'olympiade                  | Surface    | Résultat                 | Ultime adversaire | Score         |          |
| - | ---------- | ----------------------------------- | ---------- | ------------------------ | ----------------- | ------------- | -------- |
| 1 | 06/08/2016 | Olympic Tennis Event Rio de Janeiro | Dur (ext.) | 4e place (petite finale) | Petra Kvitová     | 7-5, 2-6, 6-2 | Parcours |

## Parcours en Fed Cup
| #                                                                  | Date       | Lieu      | Surface      | Gagnante(s)                      | Perdante(s)                       | Score           |          |
| ------------------------------------------------------------------ | ---------- | --------- | ------------ | -------------------------------- | --------------------------------- | --------------- | -------- |
|                                                                    |            |           |              |                                  |                                   |                 |          |
| 2014 - 1er tour (groupe mondial) - États-Unis - Italie - 1 : 3     |            |           |              |                                  |                                   |                 |          |
| 1                                                                  | 08/02/2014 | Cleveland | Dur (int.)   | Camila Giorgi                    | Madison Keys                      | 6-2, 6-1        | Parcours |
| 1                                                                  | 08/02/2014 | Cleveland | Dur (int.)   | Madison Keys Lauren Davis        | Nastassja Burnett Alice Matteucci | 6-2, 6-3        | Parcours |
|                                                                    |            |           |              |                                  |                                   |                 |          |
| 2014 - Barrage (groupe mondial I) - États-Unis - France - 2 : 3    |            |           |              |                                  |                                   |                 |          |
| 2                                                                  | 19/04/2014 | St Louis  | Dur (int.)   | Madison Keys                     | Alizé Cornet                      | 6-74, 7-64, 6-3 | Parcours |
| 2                                                                  | 19/04/2014 | St Louis  | Dur (int.)   | Caroline Garcia                  | Madison Keys                      | 6-4, 6-3        | Parcours |
| 2                                                                  | 19/04/2014 | St Louis  | Dur (int.)   | Caroline Garcia Virginie Razzano | Madison Keys Sloane Stephens      | 6-2, 7-5        | Parcours |
|                                                                    |            |           |              |                                  |                                   |                 |          |
| 2016 - Barrage (groupe mondial I) - Australie - États-Unis - 0 : 4 |            |           |              |                                  |                                   |                 |          |
| 3                                                                  | 16/04/2016 | Brisbane  | Terre (ext.) | Madison Keys                     | Daria Gavrilova                   | 6-4, 6-2        | Parcours |

## Classements WTA en fin de saison

### En simple
| Année          | 2009 | 2010 | 2011 | 2012 | 2013 | 2014 | 2015 | 2016 | 2017 | 2018 | 2019 | 2020 | 2021 | 2022 | 2023 | 2024 |
| Rang en simple | 621  | 483  | 315  | 149  | 37   | 31   | 18   | 8    | 19   | 17   | 13   | 16   | 56   | 11   | 12   | 21   |
| Rang en double | –    | –    | 907  | 265  | 972  | 123  | 240  | 351  | 465  | 479  | –    | –    | 540  | 56   | 549  | 562  |

Source : (en) Classements de Madison Keys sur le site officiel de la Fédération internationale de tennis

## Records et statistiques

### Confrontations avec ses principales adversaires
Confrontations lors des différents tournois WTA avec ses principales adversaires (5 confrontations minimum et avoir été membre du top 10). Classement par pourcentage de victoires. Situation au 14 août 2025 :
Les joueuses retraitées sont en gris.
| Joueuse             | Meilleur classement | Confrontations | Victoires | Défaites | Pourcentage de victoires | Dernière confrontation                             |
| ------------------- | ------------------- | -------------- | --------- | -------- | ------------------------ | -------------------------------------------------- |
| Agnieszka Radwańska | 2                   | 6              | 1         | 5        | 16,7                     | défaite (3-6, ab.) à Pékin 2015                    |
| Angelique Kerber    | 1                   | 11             | 2         | 9        | 18,1                     | défaite (4-6, 6-4, 1-2 ab.) à Osaka 2019           |
| Simona Halep        | 1                   | 7              | 2         | 5        | 28,6                     | victoire (6-2, 3-6, 7-5) à Cincinnati 2019         |
| Aryna Sabalenka     | 1                   | 7              | 2         | 5        | 28,6                     | défaite (0-6, 1-6) à Indian Wells 2025             |
| Sloane Stephens     | 3                   | 7              | 2         | 5        | 28,6                     | défaite (3-6, 6-1, 67-7) à l'US Open 2021          |
| Iga Świątek         | 1                   | 7              | 2         | 5        | 28,6                     | défaite (6-0, 3-6, 2-6) à Madrid 2025              |
| Victoria Azarenka   | 1                   | 6              | 2         | 4        | 33,3                     | victoire (par forfait) à Rome 2023                 |
| Petra Kvitová       | 2                   | 9              | 4         | 5        | 44,4                     | défaite (7-66, 4-6, 3-6) à Cincinnati 2022         |
| Coco Gauff          | 2                   | 6              | 3         | 3        | 50                       | défaite (7-66, 4-6, 1-6) à Roland-Garros 2025      |
| Elena Rybakina      | 3                   | 6              | 3         | 3        | 50                       | défaite (7-6, 4-6, 2-6) à Cincinnati 2025          |
| Beatriz Haddad Maia | 10                  | 5              | 3         | 2        | 60                       | victoire (6-2, 6-1) à Adelaïde 2025                |
| Belinda Bencic      | 4                   | 5              | 3         | 2        | 60                       | victoire (6-1, 6-1) à Indian Wells 2025            |
| Elina Svitolina     | 3                   | 6              | 4         | 2        | 66,6                     | victoire (3-6, 6-3, 6-4) à l'Open d'Australie 2025 |
| Jeļena Ostapenko    | 5                   | 6              | 4         | 2        | 66,6                     | victoire (3-6, 6-4, 6-3) à Adélaïde 2025           |
| Venus Williams      | 1                   | 6              | 4         | 2        | 66,6                     | victoire (6-2, 7-5) à l'Open du Canada 2023        |
| Caroline Garcia     | 4                   | 6              | 4         | 2        | 66,6                     | défaite (3-6, 63-7) à Zhuhai 2023                  |
| Garbiñe Muguruza    | 1                   | 5              | 4         | 1        | 80                       | victoire (6-74, 7-65, 6-4) à Cincinnati 2019       |
| Sofia Kenin         | 4                   | 5              | 4         | 1        | 80                       | victoire (4-6, 6-3, 7-5) à Roland-Garros 2025      |
| Daria Kasatkina     | 8                   | 12             | 10        | 2        | 83,3                     | victoire (6-1, 6-3) à Adélaïde 2025                |
| Dominika Cibulková  | 4                   | 5              | 5         | 0        | 100                      | victoire (6-1, 6-3) à l'US Open 2018               |

### Victoires sur le top 10
Toutes ses victoires sur des joueuses classées dans le top 10 de la WTA lors de la rencontre.
| Légende              |
| -------------------- |
| Grand Chelem         |
| Masters              |
| Premier 5 / WTA 1000 |
| Elite Trophy         |
| Premier / WTA 500    |
| WTA 250              |
| Fed Cup              |

| #  | Rang  |  | Tournoi          | Année | Surface      |                     | Adversaire          | Rang   | Tour           | Score          | Tableau |
| -- | ----- |  | ---------------- | ----- | ------------ | ------------------- | ------------------- | ------ | -------------- | -------------- | ------- |
| 1  | no 62 |  | Madrid           | 2013  | Terre battue |                     | Li Na               | no 5   | 1/32           | 6-3, 6-2       | Tableau |
| 2  | no 47 |  | Eastbourne       | 2014  | Gazon        |                     | Jelena Janković     | no 7   | 1/16           | 6-3, 6-3       | Tableau |
| 3  | no 47 |  | Eastbourne       | 2014  | Gazon        | Angelique Kerber    | no 9                | Finale | 6-3, 3-6, 7-5  |                | Tableau |
| 4  | no 35 |  | Open d'Australie | 2015  | Dur          |                     | Petra Kvitová       | no 4   | 1/16           | 6-4, 7-5       | Tableau |
| 5  | no 24 |  | Miami            | 2016  | Dur          |                     | Roberta Vinci       | no 9   | 1/16           | 6-4, 6-4       | Tableau |
| 6  | no 24 |  | Rome             | 2016  | Terre battue |                     | Petra Kvitová       | no 9   | 1/16           | 6-3, 6-4       | Tableau |
| 7  | no 24 |  | Rome             | 2016  | Terre battue | Garbiñe Muguruza    | no 4                | 1/2    | 7-65, 6-4      |                | Tableau |
| 8  | no 12 |  | Montréal         | 2016  | Dur          |                     | Venus Williams      | no 6   | 1/8            | 6-1, 6-72, 6-3 | Tableau |
| 9  | no 9  |  | Pékin            | 2016  | Dur          |                     | Svetlana Kuznetsova | no 7   | 1/8            | 7-62, 6-2      | Tableau |
| 10 | no 7  |  | Masters          | 2016  | Dur (int.)   |                     | Dominika Cibulková  | no 8   | Poules         | 6-1, 6-4       | Tableau |
| 11 | no 21 |  | Stanford         | 2017  | Dur          |                     | Garbiñe Muguruza    | no 4   | 1/2            | 6-3, 6-2       | Tableau |
| 12 | no 16 |  | US Open          | 2017  | Dur          |                     | Elina Svitolina     | no 4   | 1/8            | 7-62, 1-6, 6-4 | Tableau |
| 13 | no 20 |  | Open d'Australie | 2018  | Dur          |                     | Caroline Garcia     | no 8   | 1/8            | 6-3, 6-2       | Tableau |
| 14 | no 13 |  | Cincinnati       | 2018  | Dur          |                     | Angelique Kerber    | no 4   | 1/8            | 2-6, 7-63, 6-4 | Tableau |
| 15 | no 16 |  | Zhuhai           | 2018  | Dur (int.)   |                     | Daria Kasatkina     | no 10  | Poules         | 6-2, 6-4       | Tableau |
| 16 | no 18 |  | Charleston       | 2019  | Terre battue |                     | Sloane Stephens     | no 8   | 1/4            | 7-66, 4-6, 6-2 | Tableau |
| 17 | no 18 |  | Cincinnati       | 2019  | Dur          |                     | Simona Halep        | no 4   | 1/8            | 6-1, 3-6, 7-5  | Tableau |
| 18 | no 13 |  | Brisbane         | 2020  | Dur          |                     | Petra Kvitová       | no 7   | 1/2            | 3-6, 6-2, 6-3  | Tableau |
| 19 | no 28 |  | Berlin           | 2021  | Gazon        |                     | Aryna Sabalenka     | no 4   | 1/8            | 6-4, 1-6, 7-5  | Tableau |
| 20 | no 51 |  | Open d'Australie | 2022  | Dur          |                     | Paula Badosa        | no 6   | 1/8            | 6-3, 6-1       | Tableau |
| 21 | no 51 |  | Open d'Australie | 2022  | Dur          | Barbora Krejčíková  | no 4                | 1/4    | 6-3, 6-2       |                | Tableau |
| 22 | no 24 |  | Cincinnati       | 2022  | Dur          |                     | Iga Świątek         | no 1   | 1/8            | 6-3, 6-4       | Tableau |
| 23 | no 23 |  | Dubaï            | 2023  | Dur          |                     | Caroline Garcia     | no 5   | 1/16           | 7-5, 6-4       | Tableau |
| 24 | no 25 |  | Eastbourne       | 2023  | Gazon        |                     | Coco Gauff          | no 7   | 1/2            | 6-3, 6-3       | Tableau |
| 25 | no 17 |  | US Open          | 2023  | Dur          |                     | Jessica Pegula      | no 3   | 1/8            | 6-1, 6-3       | Tableau |
| 26 | no 17 |  | US Open          | 2023  | Dur          | Markéta Vondroušová | no 9                | 1/4    | 6-1, 6-4       |                | Tableau |
| 27 | no 20 |  | Madrid           | 2024  | Terre battue |                     | Coco Gauff          | no 3   | 1/8            | 7-64, 4-6, 6-4 | Tableau |
| 28 | no 20 |  | Madrid           | 2024  | Terre battue | Ons Jabeur          | no 9                | 1/4    | 0-6, 7-5, 6-1  |                | Tableau |
| 29 | no 20 |  | Adélaïde         | 2025  | Dur          |                     | Daria Kasatkina     | no 9   | 1/4            | 6-1, 6-3       | Tableau |
| 30 | no 20 |  | Adélaïde         | 2025  | Dur          | Jessica Pegula      | no 7                | Finale | 6-3, 4-6, 6-1  |                | Tableau |
| 31 | no 14 |  | Open d'Australie | 2025  | Dur          |                     | Elena Rybakina      | no 7   | 1/8            | 6-3, 1-6, 6-3  | Tableau |
| 32 | no 14 |  | Open d'Australie | 2025  | Dur          | Iga Świątek         | no 2                | 1/2    | 5-7, 6-1, 7-68 |                | Tableau |
| 33 | no 14 |  | Open d'Australie | 2025  | Dur          | Aryna Sabalenka     | no 1                | Finale | 6-3, 2-6, 7-5  |                | Tableau |